# Odprężanie szkła
Odprężanie szkła – proces technologiczny, będący etapem produkcji wyrobów szklanych, którego celem jest usunięcie trwałych naprężeń powstałych w materiale szklanym.
Naprężenia szkła powstają wskutek słabego przewodnictwa cieplnego szkła. Warstwy zewnętrzne formowanego przedmiotu mają styczność z powietrzem, przez co stygną szybciej niż jego warstwy wewnętrzne. Warstwy zewnętrzne podlegają skurczowi i pojawiają się w nich naprężenia rozciągające; w warstwach wewnętrznych – siły ścinające. Jeśli przekroczą one wytrzymałość wyrobu, ulega on pęknięciu.
Naprężenia mają charakter przemijający lub trwały. Pierwsze z nich zanikają samoistnie podczas stygnięcia szkła; w celu usnięcia drugich należy doprowadzić do takich warunków, w których lepkość szkła pozwala na przemieszczanie się cząsteczek szkła w masie, co skutkuje samoczynnym ujednoliceniem struktury wewnętrznej obiektu.
Odprężanie szkła następuje po procesie formowanie szkła i składa się z czterech stadiów:
1. doprowadzenie wyrobu do temperatury odprężania (poprzez jego ogrzanie lub schłodzenie[3])[1];
2. utrzymanie wyrobów w danej temperaturze do czasu zaniknięcia naprężeń (tzw. relaksacja naprężeń)[1][3];
3. powolne studzenie szkieł w celu uniknięcia ponownego wystąpienia naprężeń[3][1]; ma określony zakres temperatur i czas trwania[1];
4. szybkie studzenie szkieł do temperatury otoczenia[3]; na tym etapie nie ma już ryzyka wystąpienia naprężeń w szkle[1].

Odprężanie szkła jest przeprowadzane specjalnych piecach, zwanych odprężarkami. Wyróżniane są dwa główne typy odprężarek: komorowe i tunelowe. W odprężarkach komorowych cały proces odprężania przeprowadzany jest w komorze, do której trafiają przedmioty, a kolejne stadia procesu następują po sobie okresowo. W odprężarkach tunelowych poszczególne etapy realizowane są w różnych częściach urządzenia, a przedmioty transportowane są między nimi na taśmie. Historycznie odprężanie szkła realizowano albo w odrębnych piecach, albo w specjalnie dobudowanych do właściwego pieca szklarskiego komorach.

Schemat XIX-wiecznego pieca odprężającego
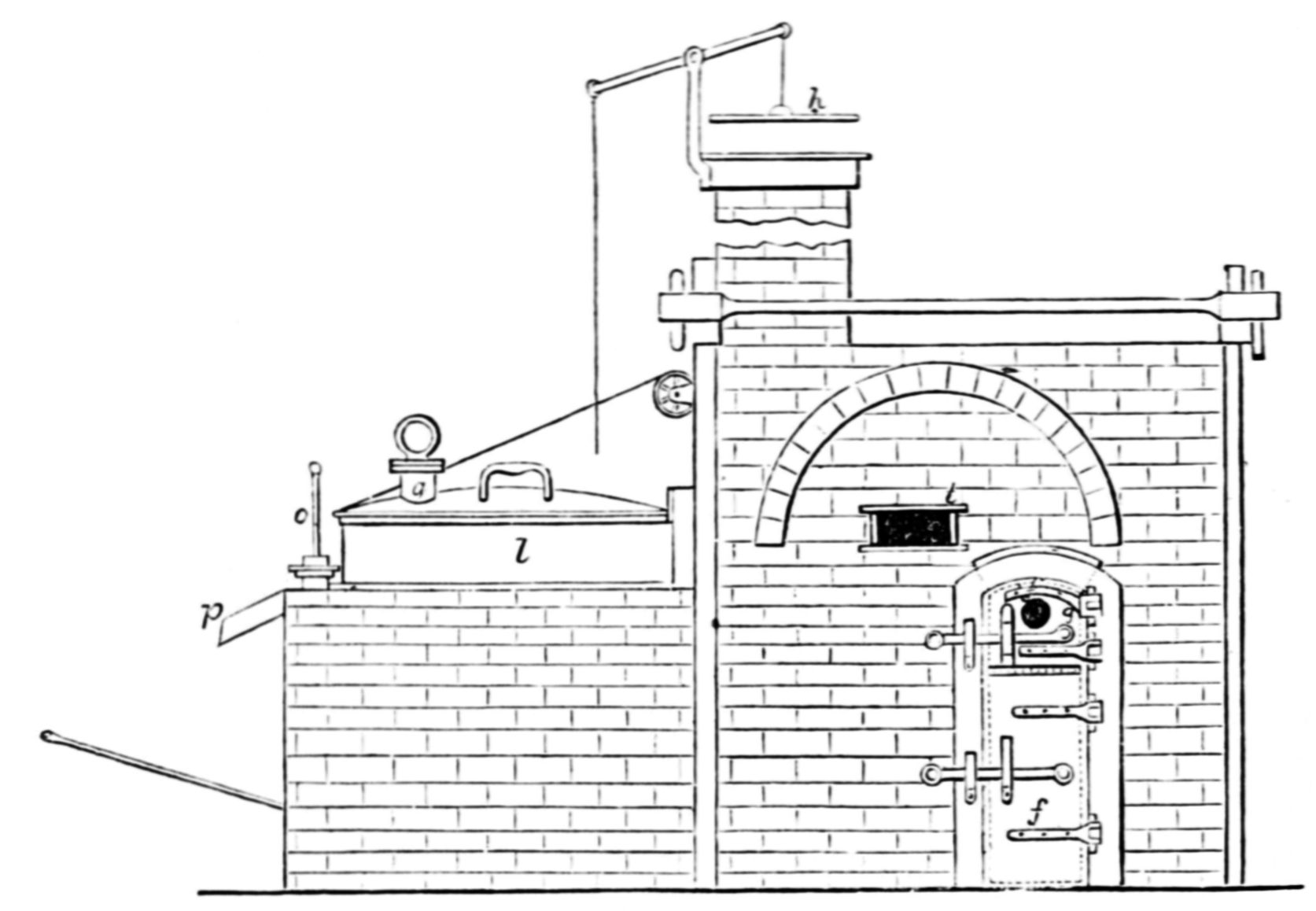
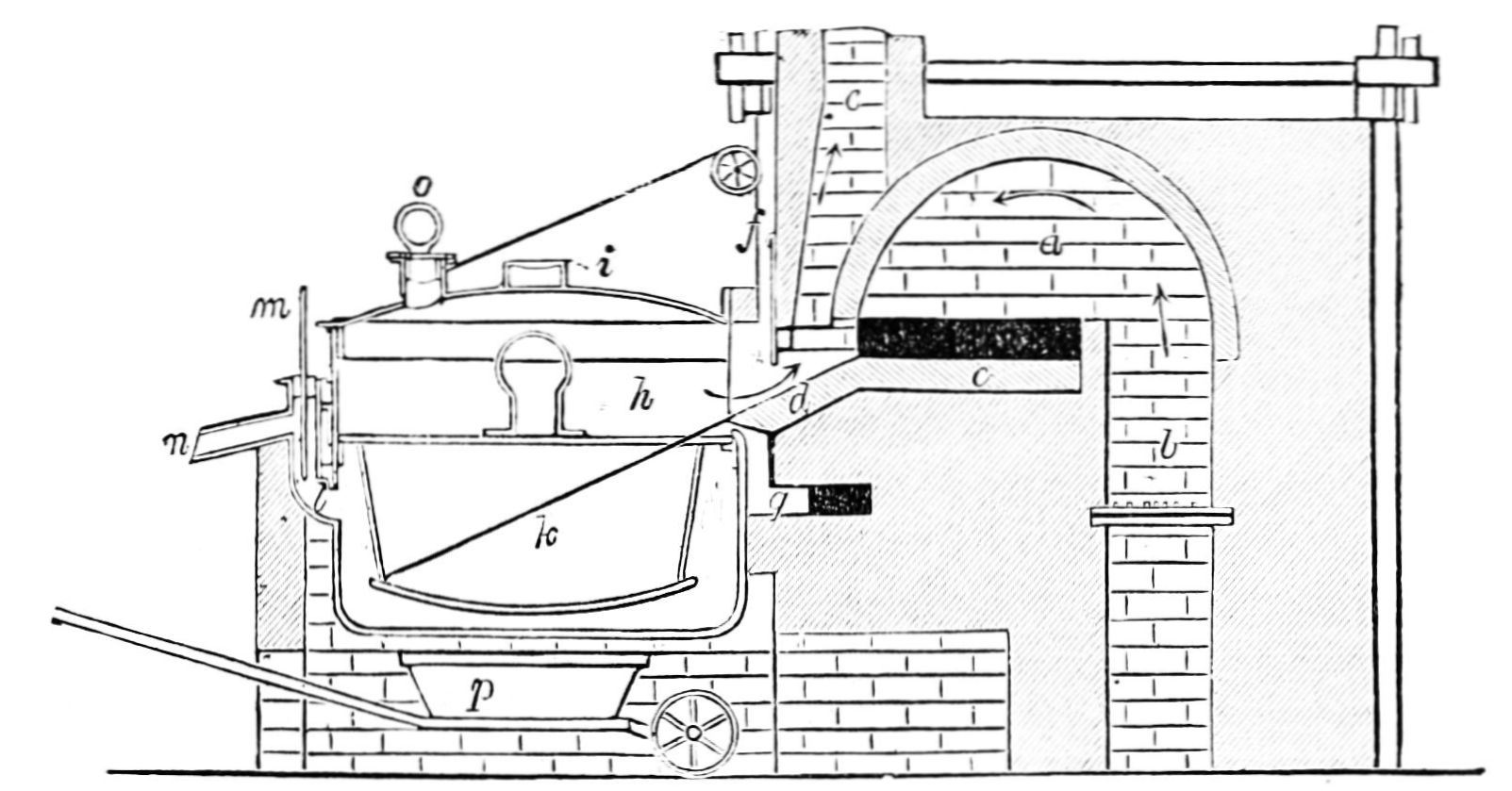
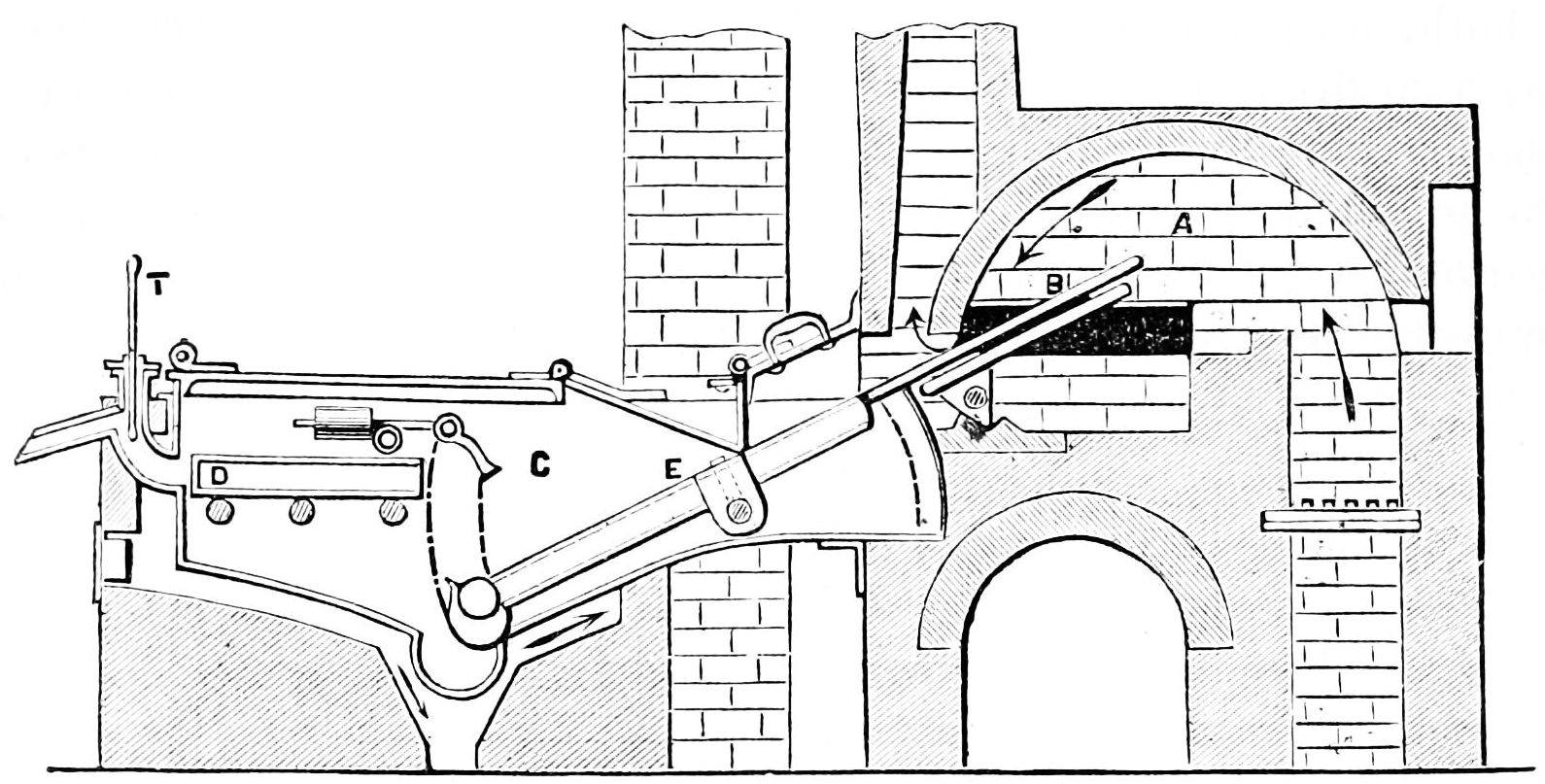